# Neurocentropus vernus
Neurocentropus vernus är en nattsländeart som beskrevs av Luisa Eugenia Navas 1918. Neurocentropus vernus ingår i släktet Neurocentropus och familjen fångstnätnattsländor. Inga underarter finns listade i Catalogue of Life.